# Арбитражный суд Республики Башкортостан
Арбитражный суд Республики Башкортостан(баш.  Башҡортостан Республикаһының Арбитраж суды) — судебный орган системы арбитражных судов, осуществляющий судебную власть на территории Республики Башкортостан.

## История
В 1922 году при СНК Автономной Башкирской Советской республики создана арбитражная комиссия для разрешения хозяйственных споров.
В 1935 году (по другим данным в 1931 году) комиссия преобразована в Государственный арбитраж при Совете Министров Башкирской АССР.
16 июня 1992 года на 12-й сессии Верховного Совета Республики Башкортостан образован Высший Арбитражный суд Республики Башкортостан.
С 2001 года — Арбитражный суд Республики Башкортостан. Задачей суда является защита нарушенных или оспариваемых прав и законных интересов лиц, осуществляющих предпринимательскую и иную экономическую деятельность, а также прав и законных интересов Российской Федерации, субъектов Российской Федерации, муниципальных образований в сфере предпринимательской и иной экономической деятельности, органов государственной власти Российской Федерации, органов государственной власти субъектов Российской Федерации, органов местного самоуправления, иных органов, должностных лиц в указанной сфере. К 2004 году в Арбитражном суде Республики Башкортостан среднемесячная нагрузка на судью составляла 96 дел (по Российской Федерации — 55 дел в месяц). В 2023 году за 9 месяцев среднемесячная нагрузка на судью составила 254 дела. 

### Председатели
- Адигамов Мухаметдин Камалетдинович (1921—)
- Толстой Н. А. (1931—)
- Стаймов Федор Васильевич (1936—1943)
- Гизатуллин Нигамеджан Халиулович (1943—1969)
- Загафуранов Файзрахман Загафуранович (1969—1971)
- Рахматуллин Карам Рахматуллович (1971—1975)
- Шамсутдинов Асгат Ахметович (1975—1986)
- Давлетшин Амир Нигматович (1986—1987)
- Шайхутдинов Виль Харисович (1987—2000)
- Сафин Фаниль Масгутович (2000—2008)
- Арсёнов Игорь Геннадьевич (2008-2020)
- Архиереев Николай Викторович (2021- по настоящее время)

## Дислокация
Арбитражный суд Республики Башкортостан расположен в городе Уфе по адресу:
ул. Гоголя, дом 18.
Старое здание по адресу город Уфа, улица Октябрьской революции, 63А остаётся в ведении суда, но судебные заседания в нем пока не проводятся.

## Полномочия
- Рассматривает в первой инстанции все дела, подведомственные арбитражным судам в Российской Федерации, за исключением дел, отнесенных к компетенции Верховного Суда Российской Федерации;
- Разрешает экономические споры и рассматривает иные дела с участием организаций, являющихся юридическими лицами, граждан, осуществляющих предпринимательскую деятельность без образования юридического лица и имеющих статус индивидуального предпринимателя, приобретенный в установленном законом порядке, а в случаях, предусмотренных Арбитражно-процессуальным кодексом РФ и иными федеральными законами, с участием Российской Федерации, субъектов Российской Федерации, муниципальных образований, государственных органов, органов местного самоуправления, иных органов, должностных лиц, образований, не имеющих статуса юридического лица, и граждан, не имеющих статуса индивидуального предпринимателя
- Пересматривает по вновь открывшимся обстоятельствам принятые им и вступившие в законную силу судебные акты.

## Состав
Арбитражный суд Республики Башкортостан действует в составе:
- президиума арбитражного суда;
- судебной коллегии по рассмотрению экономических споров, возникающих из гражданских и иных правоотношений;
- судебной коллегии по рассмотрению экономических споров, возникающих из административных правоотношений;

## Руководство
- Председатель Арбитражного суда Республики Башкортостан — Архиереев Н.В.
- заместитель председателя Арбитражного суда Республики Башкортостан Кутлугаллямов Р.Ш. (организация деятельности судебных составов, рассматривающих дела о несостоятельности (банкротстве))
- заместитель председателя Арбитражного суда Республики Башкортостан, председатель судебной коллегии по рассмотрению споров, возникающих из административных правоотношений - Ганцев И.В.
- Заместитель председателя Арбитражного суда Республики Башкортостан председатель судебной коллегии по рассмотрению споров, возникающих из гражданских и иных правоотношений - Харисов А.Ф.

## Громкие дела
Дело «Башнефти» — корпоративный конфликт между госкорпорацией «Роснефть» и частной российской компанией АФК «Система». Один из самых неоднозначных судебных процессов в области бизнеса в современной России.
15 мая 2017 года в картотеке Арбитражного суда Башкортостана появилась информация о получении иска «Роснефти» и «Башнефти» к АФК «Система» на 106,6 млрд рублей и принятии его к производству, предварительное слушание по делу было назначено на 6 июня, а судьей назначена Ирина Нурисламова.
27 июня 2017 года состоялось первое рассмотрение иска по существу в Арбитражном суде Башкортостана, который отказал АФК «Система» в присоединении Росимущества в качестве третьей стороны и назначил следующее заседание на 12 июля. При этом суд обязал АФК предоставить доказательства отсутствия убытков от реорганизации «Башнефти» и положительного экономического эффекта от реорганизации, что, как отметили юристы «Системы» в своем протесте, идет вразрез с разъяснением Верховного суда и судебной практикой, согласно которым именно «на истцах лежит „бремя доказывания“ наличия предполагаемой вины ответчика». Кроме того, судья наложила арест на имущество стоимостью более чем 250 млрд рублей. Аналогов данным мерам в судебной практике РФ не существует.
Представители АФК «Система» сообщают, что в нарушение законов судья Нурисламова на основании «голословных» предположений «Роснефти» и «Башнефти» установила несоразмерные обеспечительные меры, которые более не имеют аналогов в судебной практике (был наложен арест имущества АФК «Система» стоимостью 250 млрд рублей). АФК «Система» отмечает, что суд не учел тот фактор, что её активы превышают заявленные исковые требования в 6,5 раз. Также за 2 месяца судебного разбирательства корпорация не сделала действий, свидетельствующих о попытках уменьшить объём имущества.
Нурисламова «исключительно формально» подошла к вопросу об отмене обеспечительных мер, сообщив, что занимает сторону истцов, а доводы ответчиков её не интересуют. Впоследствии, в течение 2 недель судья не направляла жалобу АФК «Система» на определения о принятии обеспечительных мер в суд апелляционной инстанции, при этом, согласно п. 25.9 Постановления Пленума ВАС от 25 декабря 2014 года № 100 «Об утверждении инструкции по делопроизводству в арбитражных судах» подобного рода жалоба должна быть направлена в трехдневный срок со дня её поступления в суд (ч. 2 ст. 257 АПК).
Также Нурисламова переложила на АФК обязанность доказывания отсутствия убытков у «Башнефти», сделала отказ в удовлетворении любых ходатайств; нарушила основополагающие принципы арбитражного процесса и прямые указания Верховного суда, так как отказалась привлечь к участию в деле в качестве третьих лиц тех акционеров Башнефти, которые пожелали в неё вступить, а также не дав представителю одного из них, не владеющему русским языком, возможности выступить с помощью переводчика, который имелся в зале суда.